# Supernatural (álbum de dc Talk)
Supernatural é o sexto álbum de estúdio da banda dc Talk. Foi lançado em 1998 pela Virgin Records, apresentando diferenças aos seus antecessores em sua sonoridade, predominando o folk e o pop rock.

## Faixas
1. "Intro" - 0:24
2. "It's Killing Me" - 3:55
3. "Dive" - 4:20
4. "Consume Me" - 4:50
5. "My Friend (So Long)" - 4:10
6. "Fearless" - 5:06
7. "Godsend" - 4:13
8. "Wanna Be Loved" - 4:14
9. "The Truth" - 4:26
10. "Since I Met You" - 5:00
11. "Into Jesus" - 4:19
12. "Supernatural" - 4:00
13. "Red Letters" - 6:06
14. "There Is A Treason At Sea" - 1:40